# 1291 Phryne
1291 Phryne је астероид главног астероидног појаса са пречником од приближно 26,78 .
Афел астероида је на удаљености од 3,284 астрономских јединица (АЈ) од Сунца, а перихел на 2,745 АЈ.
Ексцентрицитет орбите износи 0,089, инклинација (нагиб) орбите у односу на раван еклиптике 9,117 степени, а орбитални период износи 1912,006 дана (5,234 година).
Апсолутна магнитуда астероида је 10,33 а геометријски албедо 0,181.
Астероид је откривен 15. септембра 1933. године.